# Serra do Barbosão

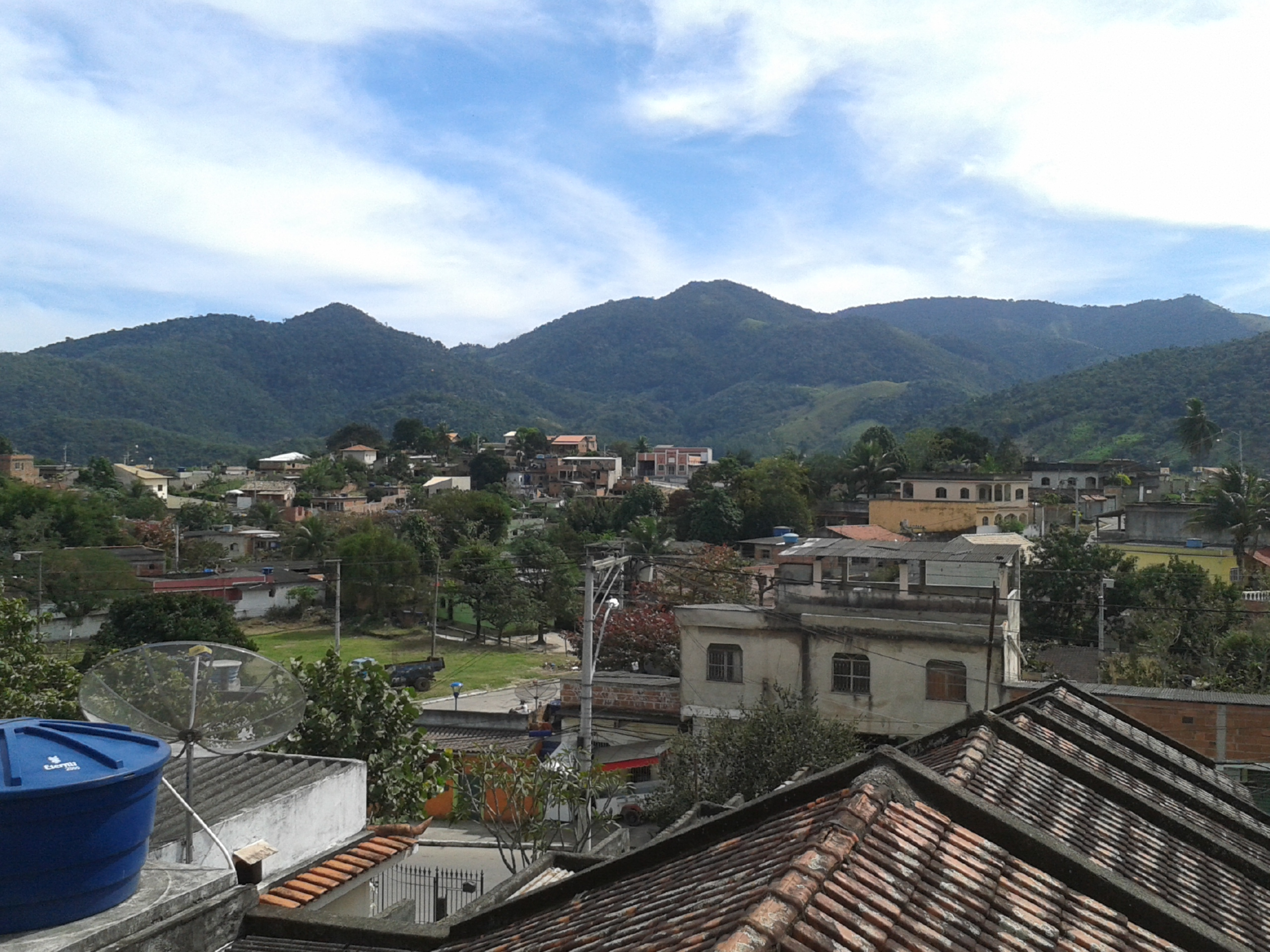
Tanguá, munício do Rio de Janeiro

O Parque Natural da Serra do Barbosão, que se localiza no Maciço de  Tanguá, é um dos mais apreciados recantos naturais da cidade. É intensamente procurado por turistas, sobretudo por aqueles interessados em fazer trilhas e campismo. 
Dentro de sua área localiza-se a cavidade que hoje é conhecida como "Lagoa Azul" em uma área particular, porém abandonada pela empresa Mineração Sartor. O acesso é proibido e com inúmeras placas de risco. O local ganhou notoriedade nacional por matérias exibidas na grande mídia, alertando inclusive, sobre os perigos da área.
O córrego do Barbosão, afluente do Rio Caceribu, soma-se a sua paisagem, que conta também com uma grande diversidade animal, desde cotias, tatus, pacas, preás, além de aves, como tucanos e sabiás entre muitos outros espécimes de peixes. É importante saber que a Serra do Barbosão sofre comos riscos de desmatamento, que avança sobre parte do largo trecho que sobrou de Reservas de Mata Atlântica do Sudeste.
Localizada no maciço de Tanguá, também chamado de maciço do Barbosão, a Serra do Barbosão pertence ao ecossistema da Mata Atlântica. Esta serra abrange quatro municípios: Cachoeiras de Macacu(Serra Azul), Tanguá(Barbosão), Rio Bonito(Braçanã) e Itaboraí(Barbosão). 
Vários rios que alimentam as bacias dos rios Rio Caceribu  e  Rio Macacu têm no local a sua nascente. Na região, também existe uma reserva de fluorita, com exploração limitada por leis municipais de proteção da área.
Há quem afirme ser a Serra do Barbosão a Serra de Tapacorá, que, desde o século XVI, é identificada na cartografia que representa a região guanabarina e seu entorno. Ao que tudo indica, seu nome derivaria do Sesmeiro Francisco José Barbosa, proprietário da fazenda cujo território ocupava boa parte daquela área, em meados do século XIX.
Desde, pelo menos, a década de 1980, a região é procurada para a realização de caminhadas, de trilhas e pelos amantes do campismo.
Originalmente, a serra teria sido habitat dos povos precabralinos. Referências afirmam que o local fora ocupado por povos indígenas e que pouco resta que possa testemunhar a resença deles: alguns alicerces de choças, cacos de cerâmica, árvores, lugares ou pessoas e, traços da raça no rosto de alguns habitantes da região. 
Na Serra de Tapacorá, que hoje chamamos de Barbosão, haviam duas aldeias indígenas que se chamavam, a primeira de Tapocurá ou Tapazorá, e a segunda, Moroabassi ou Morahasey. O cacique chamava-se Boycininga, como descrito a seguir:
“Em consequência a esta concessão foram medidas, ou principiadas a medir-se as terras aos 6 de julho de 1571; e por esta medição se veio a descobrir dentro delas a Aldea Tapazora, ou Tapocorá, e outra chamada Morahasey, de que era o principal gentio um, por nome Boissininga, como consta do mesmo auto de medição extraído do Tombo Jesuítico.“ 
[Extraído do livro das Visitas Pastorais feitas pelo Monsenhor Pizarro no ano de 1794, 26° Freguezia de S. Antonio de Sá, antigamente de Cassárabû]
Alguns pesquisadores informam que também teria sido uma área de forte presença escrava tendo sido encontrado um cemitério de cativos no morro da Lagoa.
Durante o século XX, ali havia pequenos e médios proprietários agrícolas. Waldo Pereira de Araújo informa que Chico Perucinio, por exemplo, comprou 48 alqueires de terra da família Gonçalves, proprietários da Usina Tanguá, e produzia café, aipim, bananas, feijão, milho e laranja. Consta que ele tinha 50 empregados.
Relatando suas reminiscências da localidade, Waldo Araújo apresenta uma população de hábitos simples, ligados ao cultivo agrícola, em que a palavra era signo de honra. Os moradores da serra adquiriam os víveres não produzidos, querosene e bebidas alcoólicas, por exemplo, a base do escambo, na loja de Lauro Monteiro, que "funcionava também como banqueiro local, cobrando juros modestos". O sal era adquirido em Basílio ou Braçanã, em Rio Bonito. A caça de pacas, porcos do mato, quatis e aves era comum, pois poucos criavam porcos e galinhas.
As preocupações ambientais relativas à Serra do Barbosão datam de, pelo menos, meados do século XX. Em 1948, o prefeito de Itaboraí João Augusto de Andrade declarou que a Serra deveria ser preservada por seus mananciais d'água e para servir de reserva para a comunidade local.
Em 1993, quando Tanguá ainda estava ligada à Itaboraí, foi criado o Parque Florestal do Barbosão. O autor da lei, o vereador Aurino Alves de Lima Filho, justificava sua iniciativa como sendo de importância ambiental para o município e para o país:
"A Serra é Mata Atlântica e não pertence a Tanguá. Pertence ao Brasil. Está na Constituição Federal. É Mata Atlântica pura, nativa. Eu acredito que quem deva ficar lá é pessoal da cultura nativa, e que desmatou aquele pedacinho para cultivar, para plantar, mas esse pessoal que vai lá em cima só destruir a serra para levar madeira, comigo não vai ficar não. Eu ainda vou colocá-los pra correr."
Acusava-se a Companhia Brasileira de Antibióticos - CIBRAN, de ser uma grande agente poluidora e destruidora da reserva.
Com a municipalização do distrito, a Lei Orgânica municipal, de 1997, tombou o "alinhamento montanhoso da Serra do Barbosão". Dez anos depois, em 2007, foi criado o Parque Natural Municipal da Serra do Barbosão, com área de 878 hectares. Em 2010, a área permitida à exploração mineral sofreu alterações com a lei 742, que também regulamentou o encargo do poder público local pela manutenção e reparos nas vias de circulação do Parque.
A área da Serra do Barbosão também integra o processo de Tombamento Provisório da Serra do Mar/Mata Atlântica, n° E-18/000.172/91 de 06/03/1991, do Instituto Estadual do Patrimônio Cultural INEPAC.
Um Grupo de Trabalho da Secretaria Municipal de Meio Ambiente, Parques, Praças e Jardins de Tanguá, elaborou o Plano Municipal de Mata Atlântica de Tanguá (PMMA) recentemente, com apoio da consultoria Masterplan para elaboração dos PMMA da Região do Mosaico Central fluminense, visando estabelecer um instrumento importante para a gestão territorial e preservação do bioma Mata Atlântica no estado do Rio de Janeiro.
Os municípios contemplados entram agora na etapa de aprovação e implantação do PMMA (Itaboraí, Tanguá, Cachoeiras de Macacu, Macaé, Magé, Guapimirim, São Gonçalo, Nova Iguaçu e Miguel Pereira). 
A efetiva implantação do Parque enfrenta alguns desafios, como a remoção das famílias que ali ainda residem, a organização de uma estrutura administrativa que dê conta, por exemplo, da visitação e de sua delimitação. Por outro lado, os seus moradores temem que o crescimento do turismo, e seus desdobramentos, possam perturbar a vida simples.
"Verdade é que vale a pena subir o Barbosão. A visão lá de cima é bonita e sempre tem um ventinho gostoso", como afirma Waldo Araújo.